# Diceratalebra pusilla
Diceratalebra pusilla är en insektsart som beskrevs av Young 1957. Diceratalebra pusilla ingår i släktet Diceratalebra och familjen dvärgstritar. Inga underarter finns listade i Catalogue of Life.